# Annamalai Nagar
Annamalai Nagar là một thị xã panchayat của quận Cuddalore thuộc bang Tamil Nadu, Ấn Độ.

## Nhân khẩu
Theo điều tra dân số năm 2001 của Ấn Độ, Annamalai Nagar có dân số 8974 người. Phái nam chiếm 41% tổng số dân và phái nữ chiếm 59%. Annamalai Nagar có tỷ lệ 82% biết đọc biết viết, cao hơn tỷ lệ trung bình toàn quốc là 59,5%: tỷ lệ cho phái nam là 82%, và tỷ lệ cho phái nữ là 81%. Tại Annamalai Nagar, 8% dân số nhỏ hơn 6 tuổi.